# Hexatoma (Eriocera) plumbeicolor
Hexatoma (Eriocera) plumbeicolor is een tweevleugelige uit de familie steltmuggen (Limoniidae). De soort komt voor in het Neotropisch gebied.